# Midwestern State University

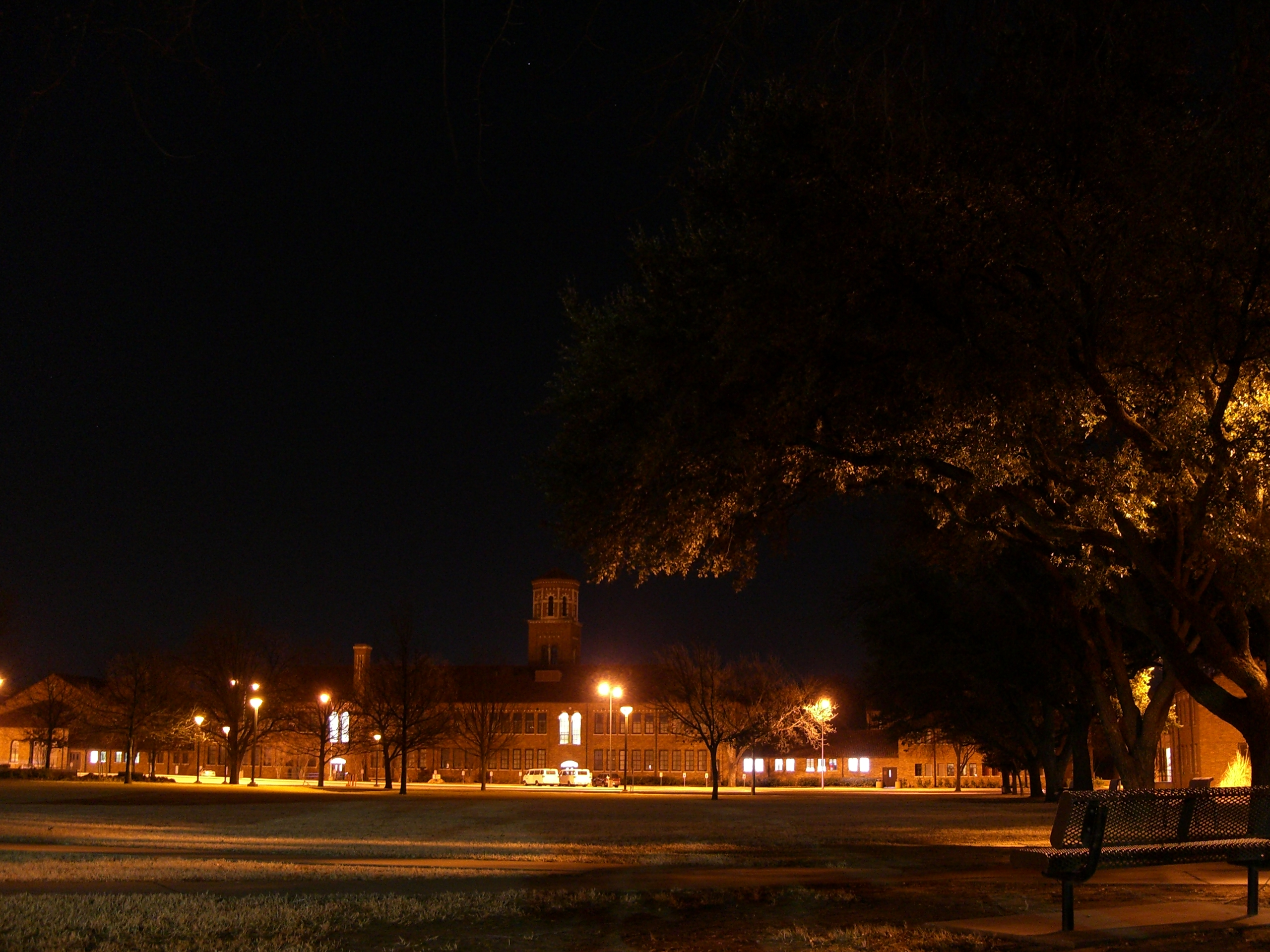
Hardin Hall mit Glockenturm

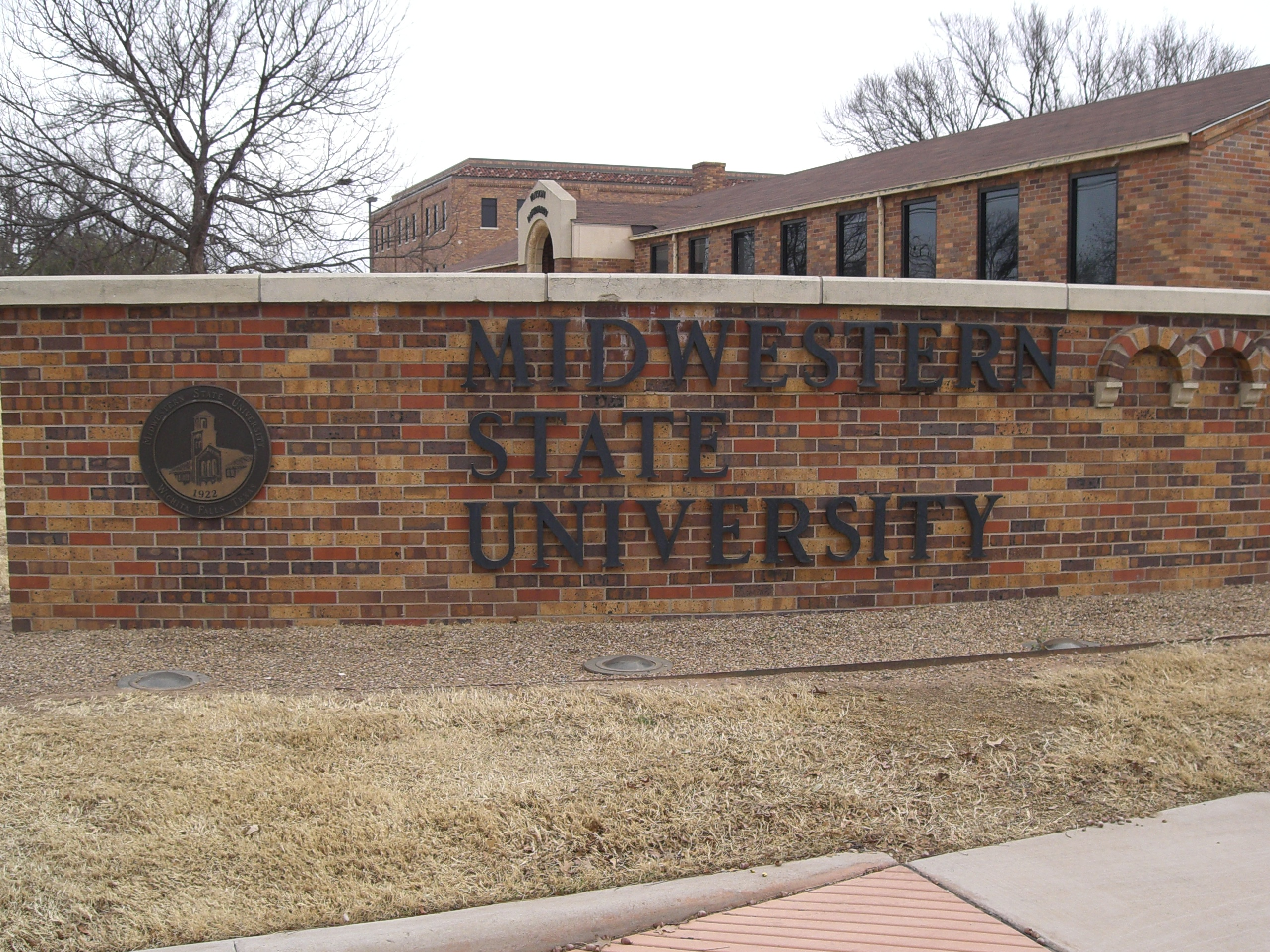
Schriftzug am Eingang der MSU

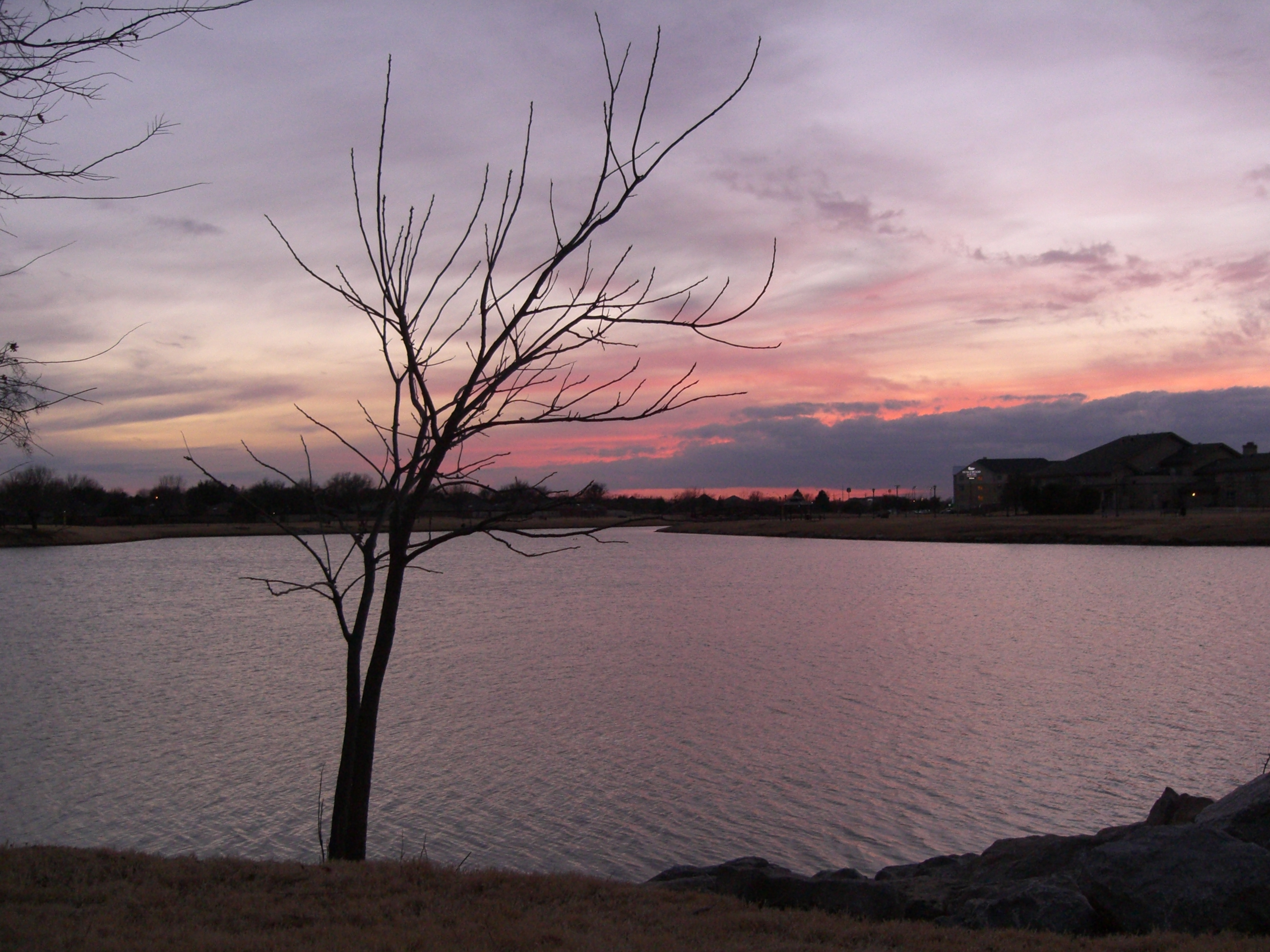
See auf dem Campusgelände

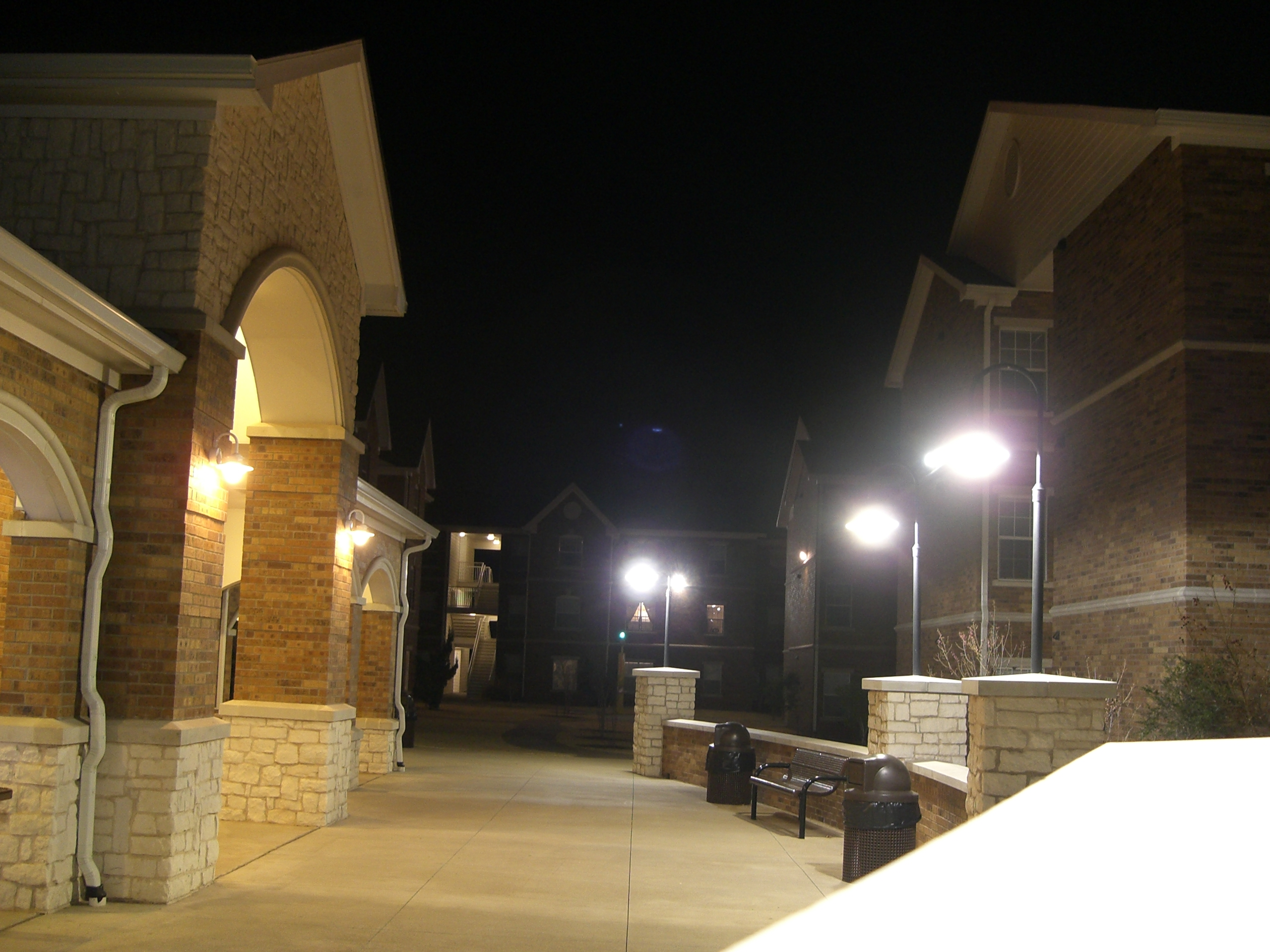
Sunwatcher Village, eine Apartmentanlage für MSU-Studenten

Die Midwestern State University (auch MWSU genannt) ist eine staatliche Universität, in Wichita Falls im US-Bundesstaat Texas. Sie befindet sich in der Mitte zwischen Dallas und Oklahoma City. Es sind hier ca. 6.000 Studenten eingeschrieben.

## Geschichte
Gegründet wurde die MSU 1922 als Wichita Falls Junior College. Seit 1975 befindet sich die Midwestern State University unter diesen Namen auf dem aktuellen Campus. Vorausgegangen waren mehrere Umzüge und Namensänderungen.

## Fakultäten
Die MSU verfügt derzeit über sieben Colleges.
- Geisteswissenschaften
- Gesundheitsdienste und Human Services
- Naturwissenschaften und Mathematik
- Pädagogik (West College of Education)
- Schöne Künste (Fain College of Fine Arts)
- Wirtschaftswissenschaften (Dillard College of Business Administration)
- College of Science and Mathematics

Es besteht eine Kooperation mit dem Umwelt-Campus Birkenfeld.

## Sport
Die Sportteams der MSU sind die Mustangs. Die Hochschule ist Mitglied in der Lone Star Conference. 